# Association typographique internationale
L'Association typographique internationale, couramment connue sous l'acronyme ATypI, est une organisation à but non lucratif de droit américain (loi 501(c)(3)) autour de la typographie. Elle est fondée en 1957 par Charles Peignot, fils du fondateur de la fonderie Deberny et Peignot, dont il était directeur à l'époque.

## Histoire
L'association regroupe initialement les industriels de la typographie (Monotype, Linotype, etc.) au cours d'une rencontre annuelle. Ce rôle évolue dans les années 1980-1990, lorsque les dessinateurs de caractères indépendants et les utilisateurs de typographies (typographes) sont également conviés. L'association regroupe donc désormais des dessinateurs de caractères, des graphistes, des typographes, des éditeurs, des distributeurs et des techniciens ou ingénieurs en technologie typographique.
Depuis 2020, sa présidente est la Suédoise Anna Carolina Laudon.

## Conférence annuelle de l'ATypI

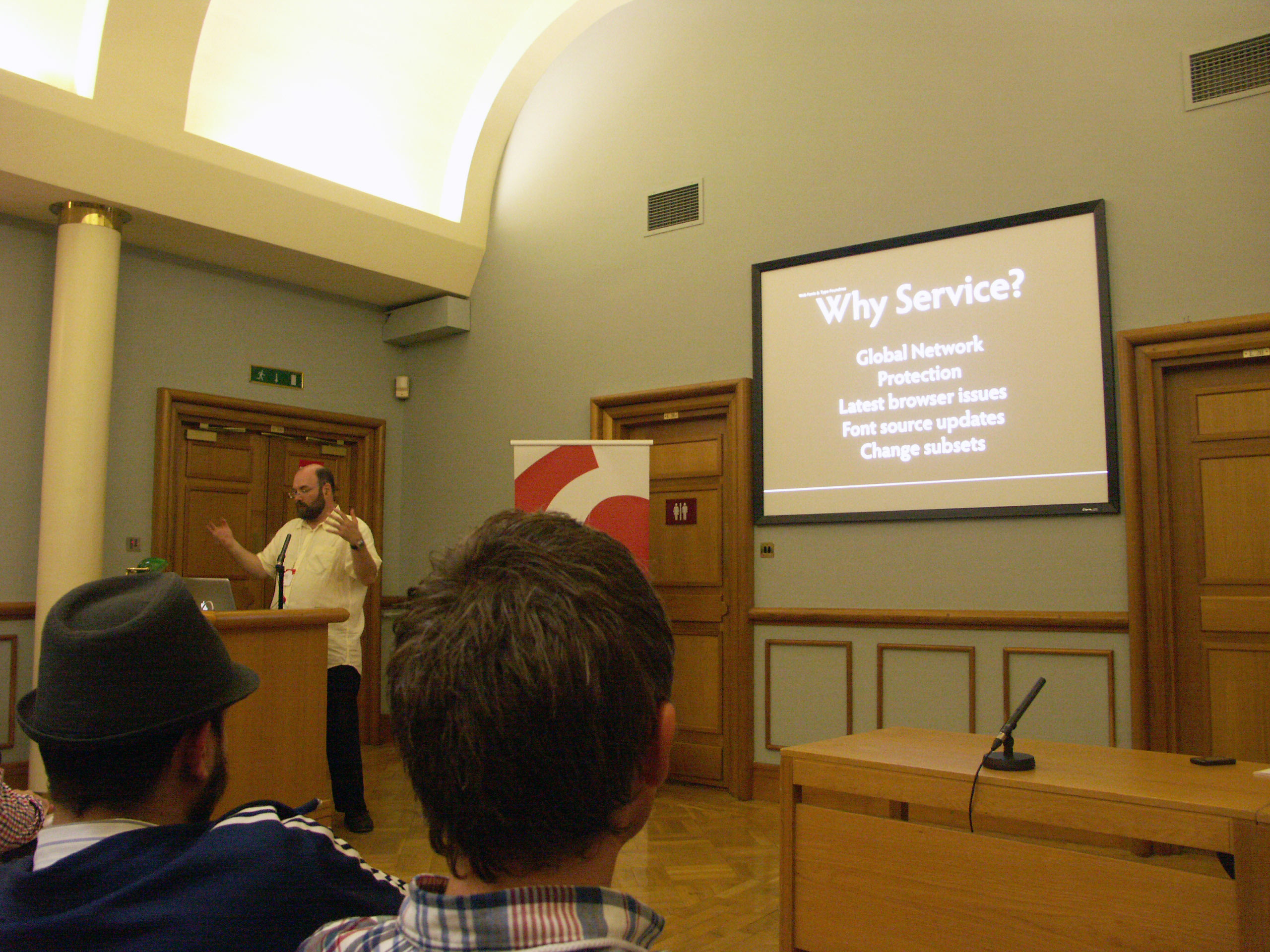
Thomas Phinney à la conférence de l'ATypI à Dublin en 2010.

L'activité principale de l'association est désormais l'organisation d'un congrès annuel, au cours duquel des conférences ont lieu dans une ville différente à chaque édition : 
| No | Ville                           | Pays                            | Date                          |
| -- | ------------------------------- | ------------------------------- | ----------------------------- |
| 1  | Lausanne                        | Suisse                          | 1957                          |
| 2  | Düsseldorf                      | Allemagne                       | 1958                          |
| 3  | Paris                           | France                          | 1959                          |
| 4  | Paris                           | France                          | 1960                          |
| 5  | Zandvoort                       | Pays-Bas                        | 1961                          |
| 6  | Vérone                          | Italie                          | 1962                          |
| 7  | Vienne                          | Autriche                        | 1963                          |
| 8  | Cambridge                       | Royaume-Uni                     | 1964                          |
| 9  | Zurich                          | Suisse                          | 1965                          |
| 10 | Mayence                         | Allemagne                       | 1966                          |
| 11 | Paris                           | France                          | 1967                          |
| 12 | Francfort                       | Allemagne                       | 1968                          |
| 13 | Prague                          | Tchécoslovaquie                 | 1969                          |
| 14 | Bruges                          | Belgique                        | 1970                          |
| 15 | Londres                         | Royaume-Uni                     | 1971                          |
| 16 | Barcelone                       | Espagne                         | 1972                          |
| 17 | Copenhague                      | Danemark                        | 1973                          |
| 18 | Paris                           | France                          | 1974                          |
| 19 | Varsovie                        | Pologne                         | 1975                          |
| 20 | Hambourg                        | Allemagne                       | 1976                          |
| 21 | Lausanne                        | Suisse                          | 1977                          |
| 22 | Munich                          | Allemagne                       | 1978                          |
| 23 | Vienne                          | Autriche                        | 1979                          |
| 24 | Bâle                            | Suisse                          | 1980                          |
| 25 | Mayence                         | Allemagne                       | 1981                          |
| 26 | Beaune                          | France                          | 1982                          |
| 27 | Berlin                          | Allemagne                       | 1983                          |
| 28 | Londres                         | Royaume-Uni                     | 1984                          |
| 29 | Kiel                            | Allemagne                       | 1985                          |
| 30 | Bâle                            | Suisse                          | 1986                          |
| 31 | New York                        | États-Unis                      | 1987                          |
| 32 | Francfort                       | Allemagne                       | 1988                          |
| 33 | Paris                           | France                          | 1989                          |
| 34 | Oxford                          | Royaume-Uni                     | 1990                          |
| 35 | Parme                           | Italie                          | 1991                          |
| 36 | Budapest                        | Hongrie                         | 1992                          |
| 37 | Anvers                          | Belgique                        | 1993                          |
| 38 | San Francisco                   | États-Unis                      | 1994                          |
| 39 | Barcelone                       | Espagne                         | 21–25 septembre 1995          |
| 40 | La Haye                         | Pays-Bas                        | 1996                          |
| 41 | Reading                         | Royaume-Uni                     | 12–15 septembre 1997          |
| 42 | Lyon                            | France                          | 23–26 octobre 1998            |
| 43 | Boston                          | États-Unis                      | 7–10 octobre 1999             |
| 44 | Leipzig                         | Allemagne                       | 21–24 septembre 2000          |
| 45 | Copenhague                      | Danemark                        | 20–23 septembre 2001          |
| 46 | Rome                            | Italie                          | 19–22 septembre 2002          |
| 47 | Vancouver                       | Canada                          | 25–28 septembre 2003          |
| 48 | Prague                          | République tchèque              | 30 septembre–3 octobre 2004   |
| 49 | Helsinki                        | Finlande                        | 15–18 septembre 2005          |
| 50 | Lisbonne                        | Portugal                        | 27 septembre–1er octobre 2006 |
| 51 | Brighton                        | Royaume-Uni                     | 12–16 septembre 2007          |
| 52 | Saint-Pétersbourg               | Russie                          | 17–21 septembre 2008          |
| 53 | Mexico                          | Mexique                         | 26–30 octobre 2009            |
| 54 | Dublin                          | Irlande                         | 8–12 septembre 2010           |
| 55 | Reykjavik                       | Islande                         | 14–18 septembre 2011          |
| 56 | Hong Kong                       | Chine                           | 10–14 octobre 2012            |
| 57 | Amsterdam                       | Pays-Bas                        | 9–13 octobre 2013             |
| 58 | Barcelone                       | Espagne                         | 17–21 septembre 2014          |
| 59 | São Paulo                       | Brésil                          | 14–17 octobre 2015            |
| 60 | Varsovie                        | Pologne                         | 13–17 septembre 2016          |
| 61 | Montréal                        | Canada                          | 12–16 septembre 2017          |
| 62 | Anvers                          | Belgique                        | 11–15 septembre 2018          |
| 63 | Tokyo                           | Japon                           | 4–7 septembre 2019            |
| 64 | En ligne (Pandémie de Covid-19) | En ligne (Pandémie de Covid-19) | 27–31 octobre 2020            |
| 65 | En ligne (Pandémie de Covid-19) | En ligne (Pandémie de Covid-19) | 2–4 décembre 2021             |
| 66 | Paris                           | France                          | 9–14 mai 2023                 |

Au cours de cette conférence, des sessions techniques ont également lieu (TypeTech) au cours desquelles les entreprises de développement de logiciels présentent au public les dernières avancées en techniques et technologies typographiques.

## Fonctionnement de l'ATypI
L'actuelle présidente est Anna Carolina Laudon. Le directoire, tout comme la répartition géographique de ses membres, est mondial, même si l'anglais y est la langue principalement en usage.
Les présidents successifs de l'ATypI furent, dans l'ordre :
- Charles Peignot
- John Dreyfus
- Tage Bolander
- Martin Fehle
- Ernst-Erich Marhencke
- 1995-2004 : Mark Batty
- 2004-2007 : Jean François Porchez
- 2007-2014 : John D. Berry
- 2014-2020 : José Scaglione

Les présidents honoraires sont Mark Batty et Jean François Porchez.
Les country delegates représentent localement l'association. La représentante française actuelle est Émilie Rigaud, qui succède à Alice Savoie (2015-2021), Jean-Baptiste Levée (2006-2015), et Jean François Porchez (1997-2006).

## Liste de diffusion
Depuis 2001, une liste de diffusion pour les membres de l'ATypI a été instaurée. Très active, les discussions varient entre sujets complexes et plus légers[réf. nécessaire].

## Publications, concours et prix
Périodiquement, l'ATypI publie des ouvrages. Le plus récent en date est Language, Culture, Type. Des récompenses sont également décernées :
- bukva:raz! récompense en 2001 les créations typographiques contemporaines de 100 primés, publié dans un ouvrage sous ce titre, à l'occasion de l'année des Nations unies pour le dialogue entre les civilisations[3] ;
- le prix Charles-Peignot (nommé en l'honneur du fondateur), lancé en 1982, décerné tous les quatre ans environ, récompense un dessinateur ou une dessinatrice de caractères de moins de 35 ans ayant significativement contribué à la création typographique.